# Сидоровська сільська рада (Романовський район)
Си́доровська сільська рада (рос. Сидоровский сельский совет) — сільське поселення у складі Романовського району Алтайського краю Росії.
Адміністративний центр та єдиний населений пункт — село Сидоровка.

## Населення
Населення — 1205 осіб (2019; 1331 в 2010, 1545 у 2002).